# Mikaela Laurén
Mikaela Maria Laura (født 20. januar 1976) er svensk tidligere landsholdssvømmer og nu professionel boksere. 
Mikaela voksede op i Enskede i det sydlige Stockholm. Hun begyndte at svømme da hun var tre år gammel og trænede med Stockholmspolitiets sportsklub. Som 18-årig flyttede Mikaela til USA, hvor hun blev ansat af University of Nebraska-Lincoln. I 2001 vendte hun tilbage til Sverige og fortsatte sin indsats i Sommer-OL 2004 i Athen. 
Mikaela blev anholdt for at have opbevaret anabole steroider i sin lejlighed. Hun blev idømt 14 måneders fængsel for alvorlige doping-lovovertrædelser og våben-lovovertrædelser. Hun afsonede sin dom indtil maj 2006. I fængslet studerede Mikaela ernærings- og motionsvidenskab på Mittuniversitetet i Östersund. Hun fortsatte med fysisk træning, og påtog sig at lede kurser for kvindelige indsatte i fængslet. Efter sin løsladelse uddannede Mikaela sig til personlig træner, hvorefter hun vendte tilbage til USA, denne gang for at arbejde som en personlig træner i Santa Monica og startede en karriere som professionel bokser.
Mikaela Laurens professionelle debut var i april 2009 og hun vandt sine efterfølgende 6 kampe. Hun vandt som 34-årig WPBF's verdensmesterbælte i kvindernes weltervægt 24. september 2010, da hun var i Sundsta Athletic Hall i Karlstad, hvor hun slog den 40-årige amerikanske Jill Emery på point. Hun tabte bæltet til Cecilia Brækhus (Norge) ved KO i 7. runde den 30. oktober 2010.
Mikaela Lauren kaldte tidligere sig selv for Destiny.